# Wortspektrum
Als Wortspektrum eines Textes wird die Häufigkeitsverteilung der Längen der enthaltenen Wörter, gemessen in Buchstaben, Morphemen oder Silben, bezeichnet.
Der Begriff wurde von dem amerikanischen Geophysiker Thomas Corwin Mendenhall eingeführt, der die Verteilung der Häufigkeiten bestimmter Wortlängen bei verschiedenen englischen Autoren untersuchte. Corwin verglich das Konzept des Wortspektrums mit dem Lichtspektrum; er hielt Wortspektren für ebenso charakteristisch wie metallurgische Spektren, und versuchte, zur Klärung der Urheberschaft der Werke Shakespears beizutragen.
Mendenhall wurde zu seinen Arbeiten über Wortspektren durch einen Brief des englischen Mathematikers Augustus De Morgan angeregt, den dieser zwar schon 1851 geschrieben hatte, der aber erst nach De Morgans Tod 1871 im Jahr 1882 veröffentlicht wurde. In diesem Brief schrieb De Morgan:

„Ich würde wohl erwarten, dass sich bei einem Mann, der über zwei verschiedene Themen schreibt, mehr Übereinstimmungen finden als bei zwei verschiedenen Männern, die über dasselbe Thema schreiben. In nächster Zukunft wird es möglich sein, durch diese Prüfung Fälschungen zu entlarven. Wohlgemerkt, ich hab’s dir gesagt.“